# 1547
1547 (MDXLVII) a fost un an comun al calendarului iulian, care a început într-o zi de sâmbătă.

## Nașteri
- 29 septembrie: Cervantes (Miguel de Cervantes Saavedra), romancier, dramaturg și poet spaniol (d. 1616)

- Mateo Alemán (Mateo Alemán y de Enero), scriitor spaniol (d. 1614?)

## Decese
- 2 decembrie: Hernán Cortés (aka Fernando Cortés), 62 ani, conquistador spaniol (n. 1485)

- 31 decembrie: Apollonia Hirscher, negustoare